# Casa de Gobierno del Chaco

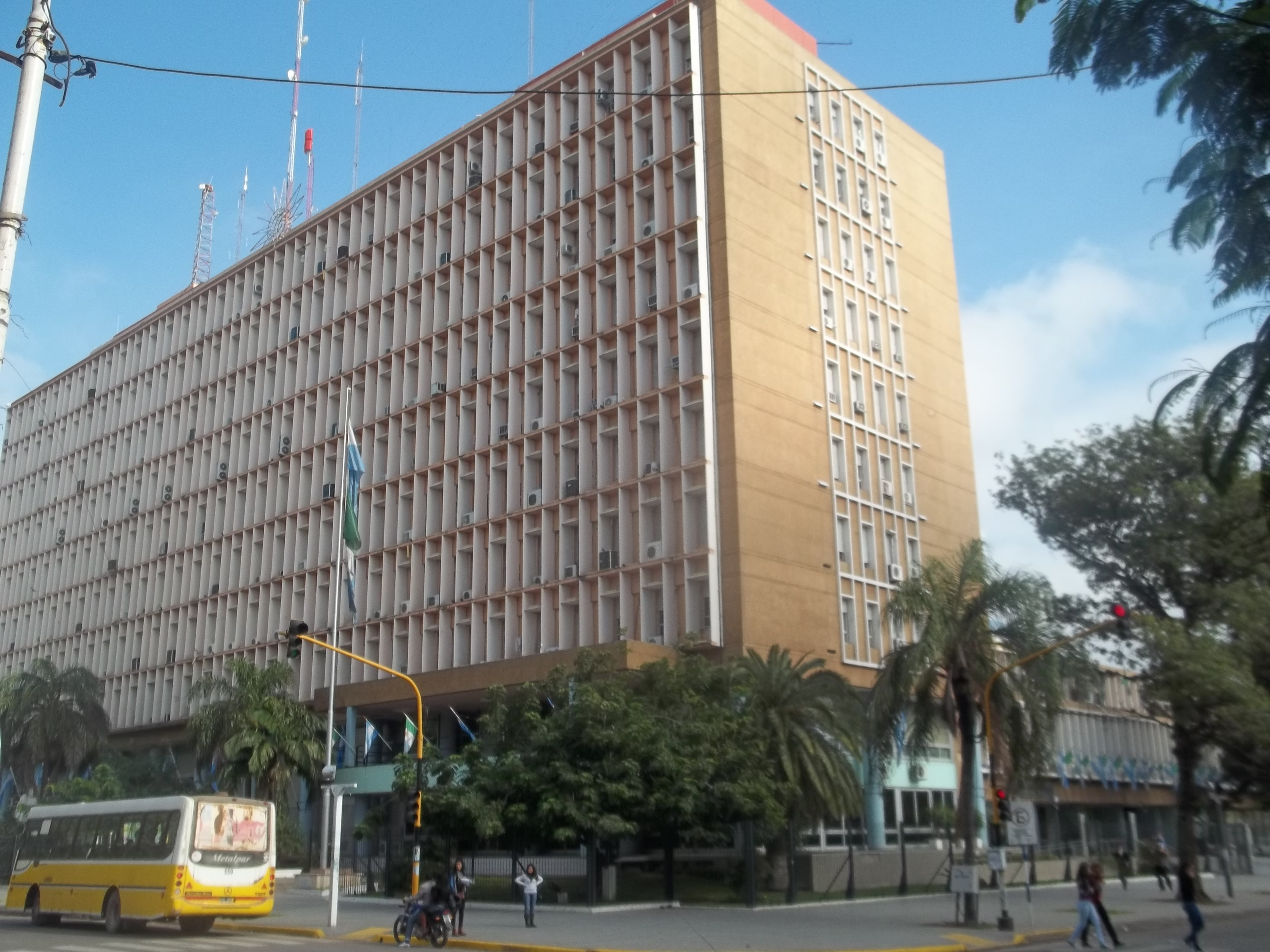
Vista desde la Casa de las Culturas.

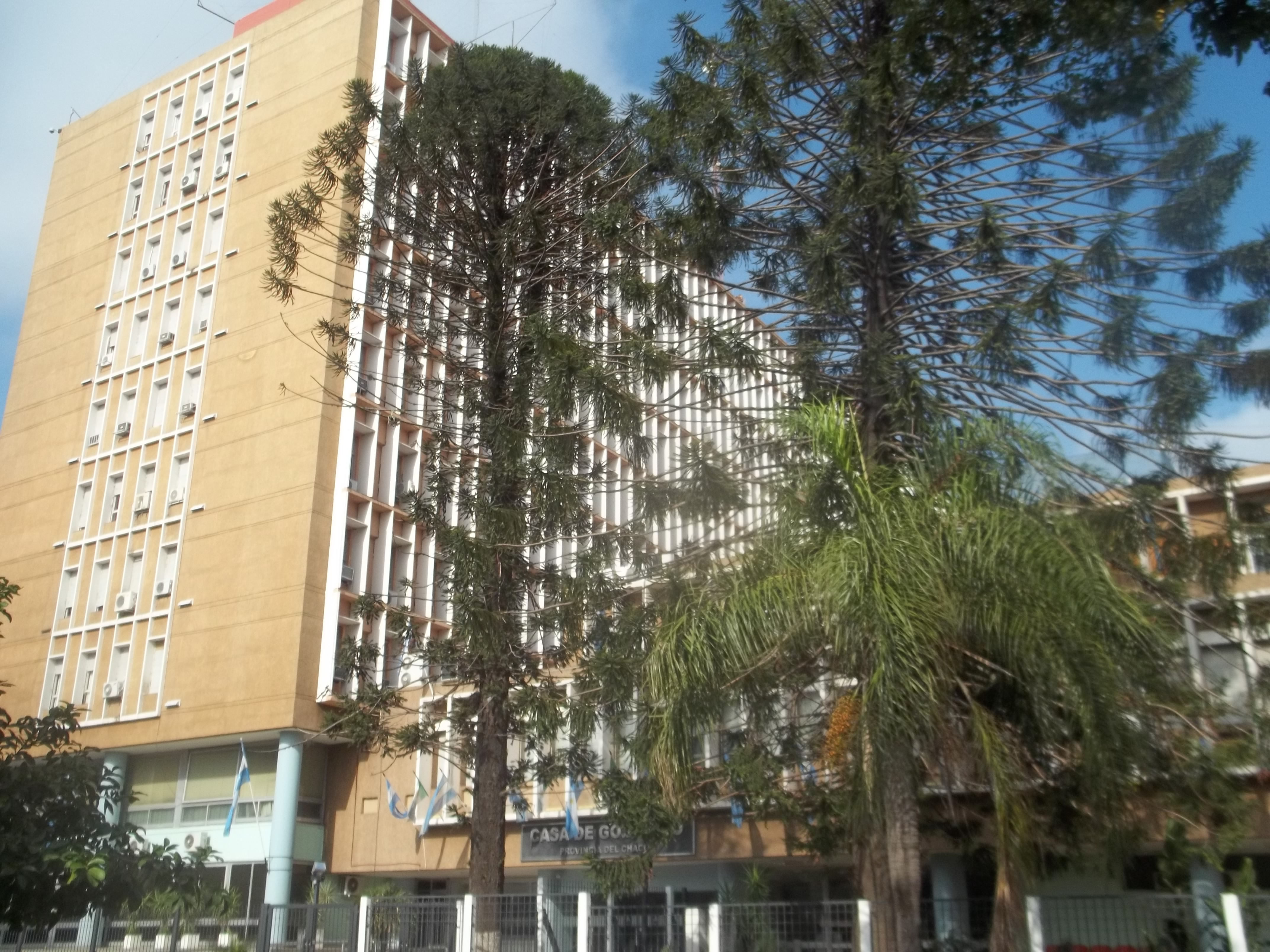
Primer ala del edificio en inaugurarse, sobre la calle Marcelo T. de Alvear.

La Casa de Gobierno de la Provincia del Chaco se encuentra en su ciudad capital, Resistencia. Es un edificio de neto estilo moderno. Es sede principal del Poder Ejecutivo Provincial
Entre 1924 y hasta 1963, la casa que perteneció a Rodolfo Gabardina (construida en 1912) fue alquilada como sede de Gobierno. Hacia 1946 se firmó el traspaso del terreno donde finalmente se construyó el edificio definitivo. Para esa fecha se hablaba de la necesidad de trasladar las oficinas porque el inmueble ya era obsoleto. El terreno era ocupado por la antigua Cárcel Nacional que se había construido entre 1896 y 1898 en la calle Bartolomé Mitre, frente a la plaza central de Resistencia, hoy denominada “25 de Mayo”. Este edificio fue desocupado en 1935 para pasar a ser Jefatura de Policía de la provincia.
El comisionado federal Nicolás Russo comenzó a dar forma al proyecto actual, pero recién en el 22 de marzo de 1954 el gobernador Felipe Gallardo firmó un convenio con el entonces Ministro de Obras Públicas de la Nación, Roberto Dupeynor. Ese mismo año fue demolida la Jefatura de Policía y se prepararon los planos originales, que muestran un diseño muy diferente al que finalmente se terminó construyendo. 
Las obras, con un prepuesto de más de 6 millones de pesos —de aquella época— arrancaron el 30 de mayo de 1955, pero al año siguiente el decreto 472/56 firmado por el interventor coronel Pedro Avalía paralizó la construcción. En 1959, durante el gobierno de Anselmo Duca, se invirtieron 18 millones de pesos más para poder finalizar la obra de nueve pisos. La primera ala del edificio, ubicada en la calle Marcelo T. de Alvear, fue concluida con en la época del interventor federal nombrado por el expresidente José María Guido, coronel Manrique Miguel Mom, pero recién durante la gestión de Marcelino Castelán se habrían ocupado los despachos. 
A mediados de 1964 se anunció la reanudación de la obra tras la firma del convenio entre el entonces gobernador del Chaco, Deolindo Bittel, y la Nación. En 1967 se dejó sin efecto parte del proyecto. A fines de ese año el coronel Miguel Ángel Basail firmó el último convenio con la Nación para reactivar la obra y los trabajos arrancaron al año siguiente a cargo del arquitecto Napoleón Beveraggi. Finalmente en 1972 concluyeron las divisorias internas, muchas de las cuales aún siguen en pie.